# Globaltica
Globaltica – festiwal muzyczny, odbywający się od 2005 roku w Gdyni. Większość wydarzeń ma miejsce na terenie Parku Kolibki w nadmorskiej dzielnicy Orłowo. Organizatorem jest Fundacja Kultury Liberty. Festiwal od lat prezentuje tradycje muzyczne z całego świata – zarówno te zachowane w niezmienionej formie, jak i przefiltrowane przez współczesne trendy i nowatorskie spojrzenie na muzykę.

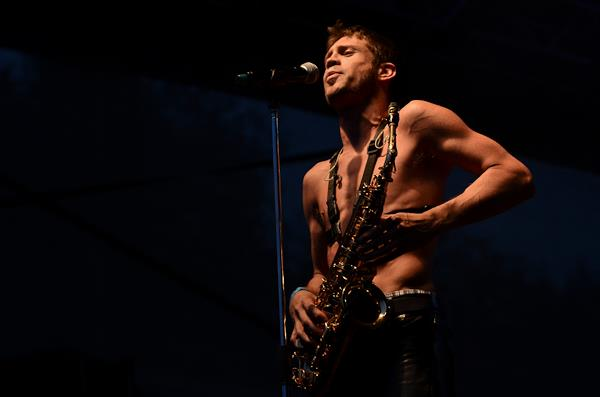
Alejandro Toledo występujący na festiwalu Globaltica 2012.
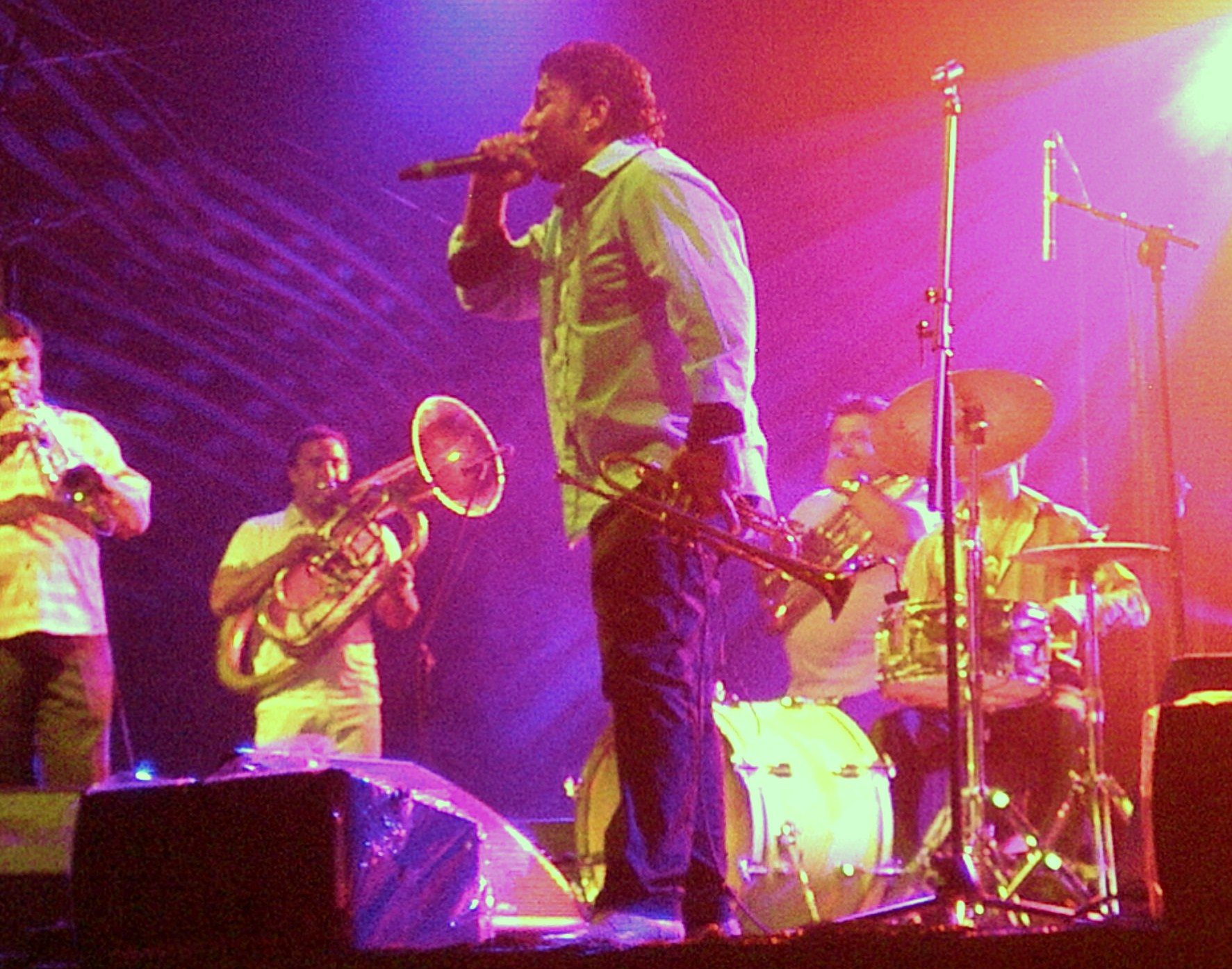
Globaltica 2010, Fanfare Vagabontu.
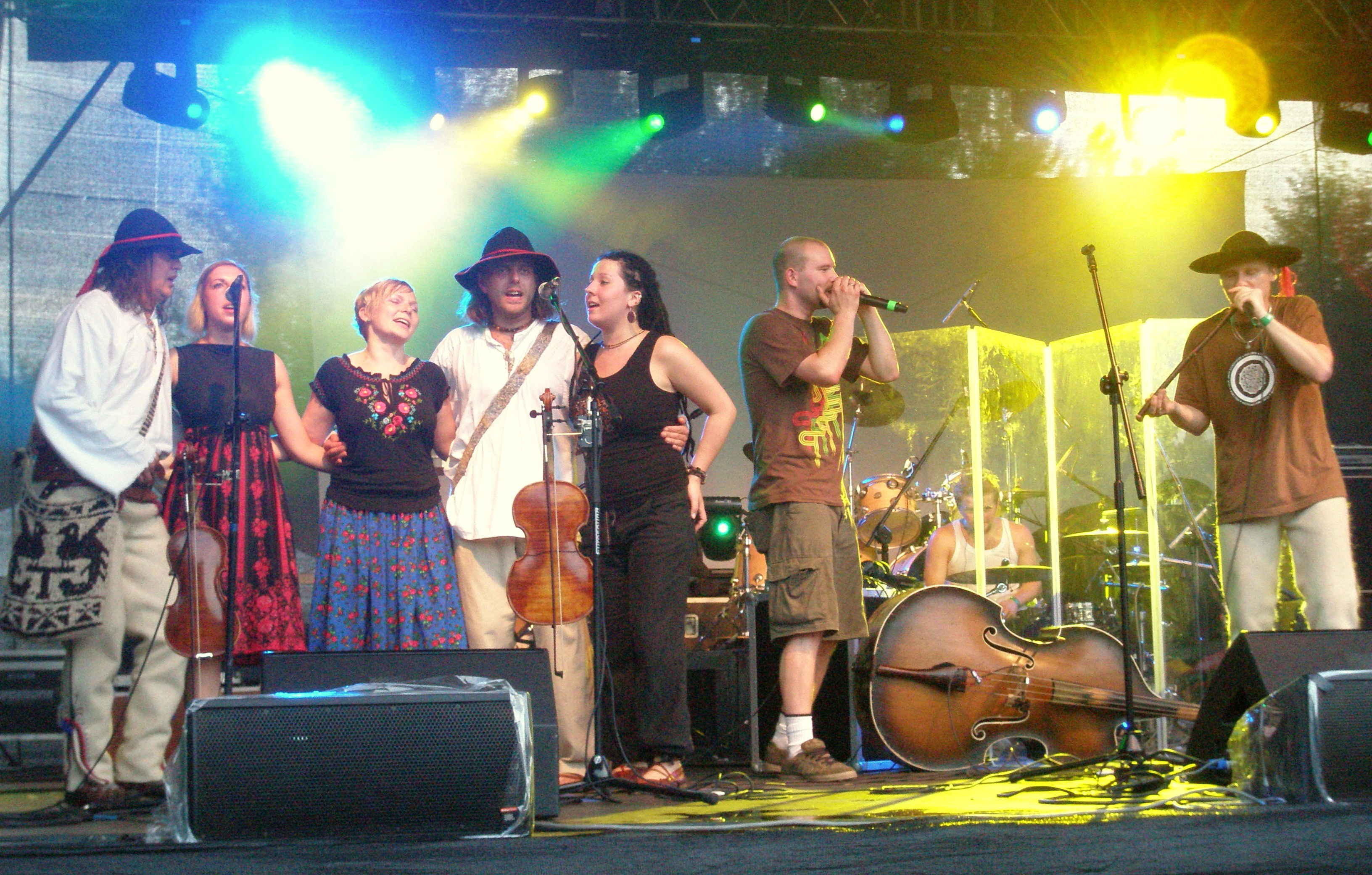
Globaltica 2010, Psio Crew.
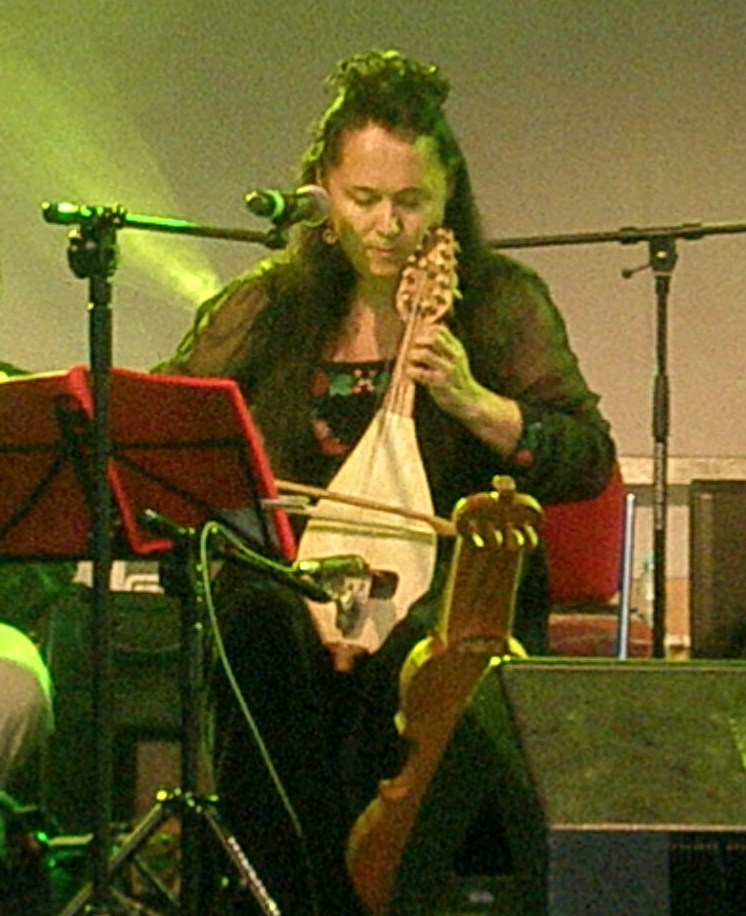
Globaltica 2010, Maria Pomianowska i przyjaciele.
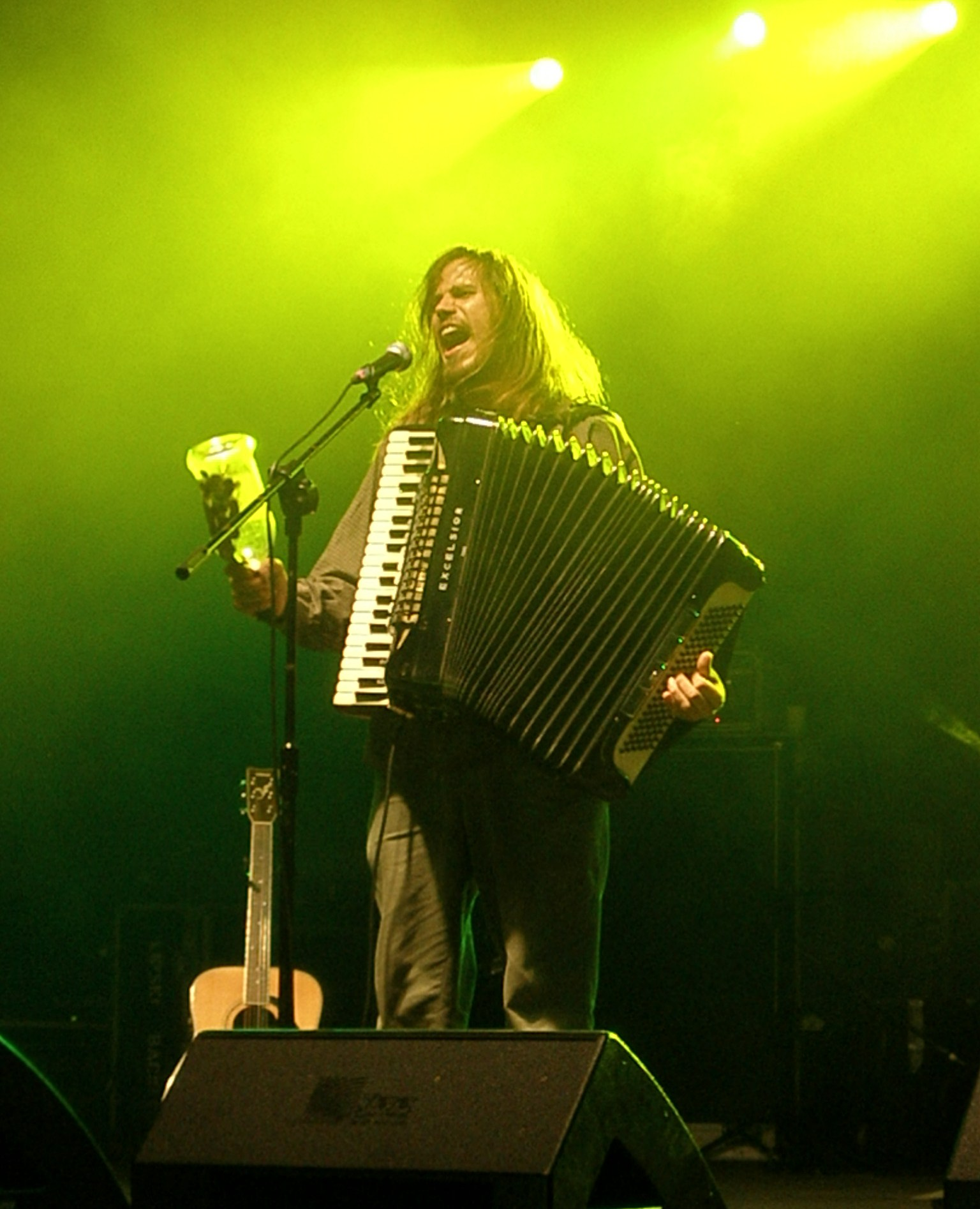
Jason Webley na festiwalu Globaltica w 2009.
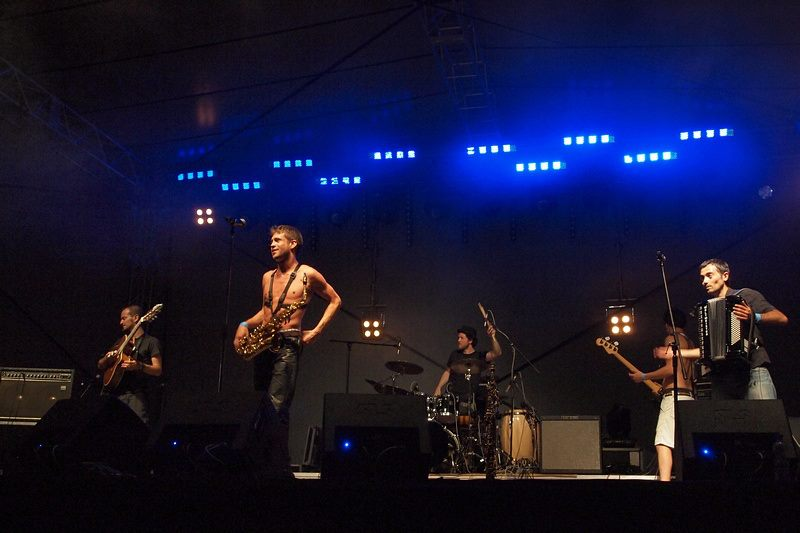
Alejandro Toledo i Magic Tombolinos.
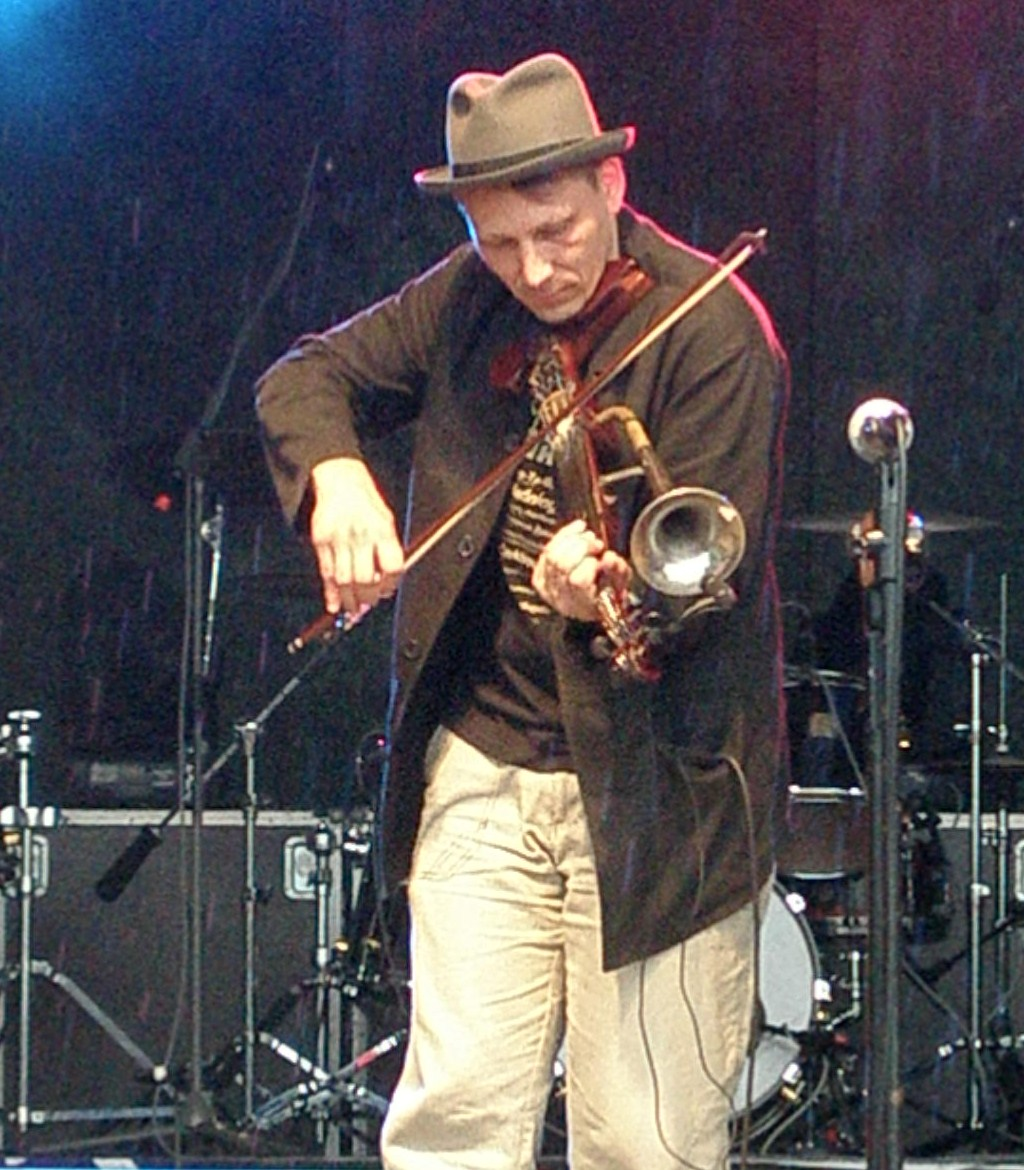
Transkapela, Globaltica 2009.
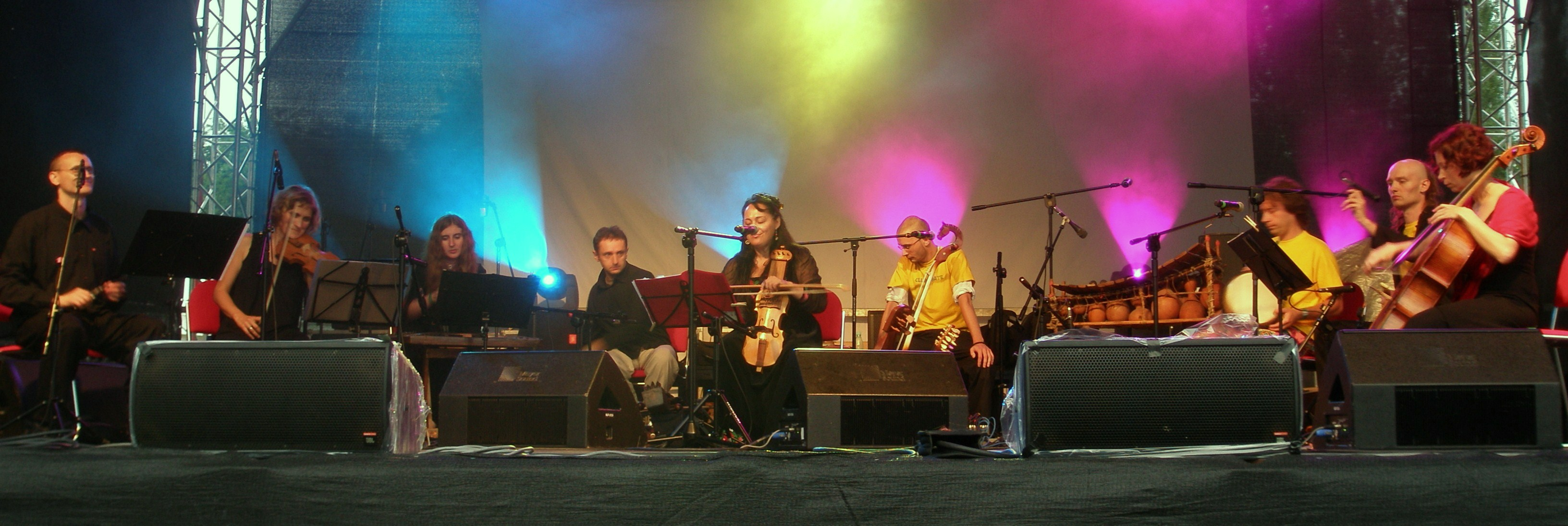
Globaltica 2010, Maria Pomianowska i przyjaciele.
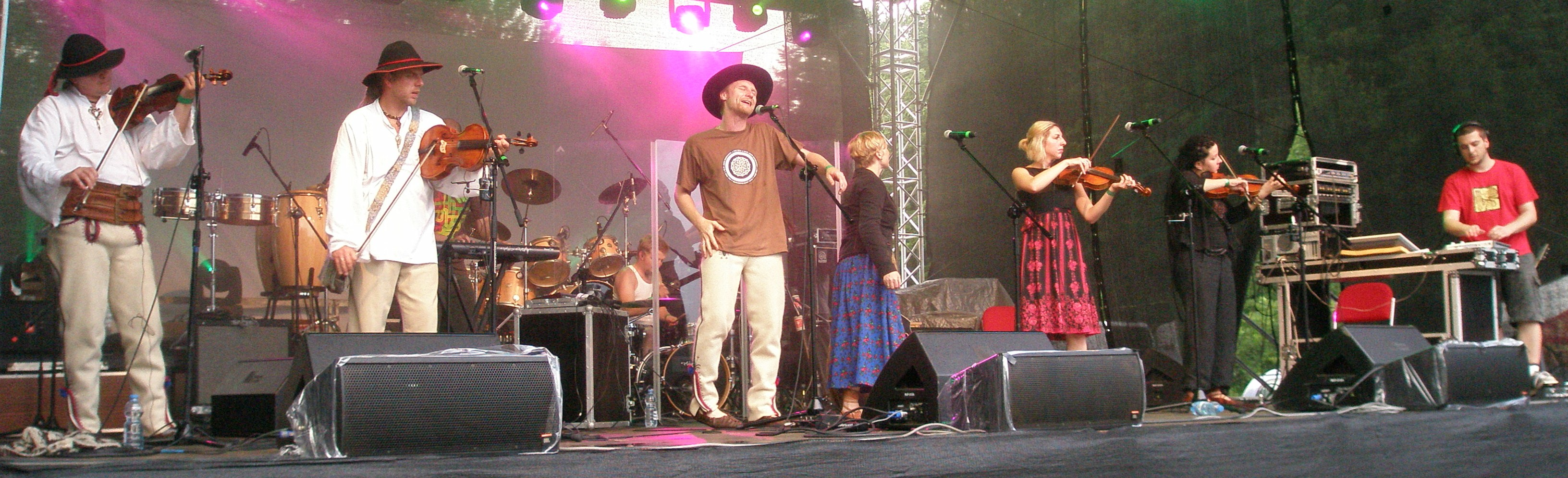
Globaltica 2010, Psio Crew.

## Historia
Pierwsza edycja festiwalu odbyła się w październiku 2005 roku, w klubie Ucho. W kolejnym roku festiwal odbywał się w różnych miejscach w Gdyni, między innymi na Skwerze Kościuszki, gdzie zagrała Cesaria Evora, a od 2007 roku miejscem głównych wydarzeń festiwalu jest zabytkowy Park Kolibki.
Od 2008 roku częścią festiwalu jest Miasteczko Społeczne, gdzie prezentują się lokalne stowarzyszenia, NGOsy i rzemieślnicy. Częścią festiwalu staje się także kino festiwalowe z pokazami dokumentów muzycznych w Gdyńskim Centrum Filmowym i Starej Wozowni. Dzięki wyrobionej renomie na festiwalu zagrali m.in. Garmarna, legenda szwedzkiego folku (powrót na scenę po 15 latach przerwy) czy świętująca 20-lecie działania Fanfare Ciocarlia. Po pandemicznej przerwie w 2020 roku i skromniejszej edycji w 2021, gdy na Kolibkach zagrali tylko artyści rezydujący w Polsce, w 2022 roku festiwal wraca do trzydniowej formuły. 
Od 2024 roku Globaltica to festiwal multidyscyplinarny, łączący sztukę, kinematografię, zaangażowanie społeczne z muzyką.

## Nagrody i wyróżnienia
W 2019 roku festiwal został wyróżniony EFFE label przyznawaną najlepszym festiwalom przez European Festival Association.